# Transgenderbeweging
De transgenderbeweging is een beweging die opkomt voor de belangen en rechten van transgender personen, onder andere het streven om de juridische status van transgenders te bevorderen en te strijden tegen discriminatie, transfobie en geweld tegen transgenders met betrekking tot huisvesting, werkgelegenheid, openbare voorzieningen, onderwijs en gezondheidszorg.
Een belangrijk doel van transgenderactivisme is om wijzigingen in identificatiedocumenten in overeenstemming te brengen met de huidige genderidentiteit van een persoon zonder de noodzaak van genderbevestigende zorg of enige medische vereisten. Het maakt deel uit van de bredere homo-emancipatie- en lgbt-beweging.
In Nederland houden Transgender Netwerk Nederland en Transvisie zich actief bezig met deze vorm van emancipatie.